# Marvin Neumann
Marvin Timotheus Neumann (* 1993) ist ein deutscher Politiker, ehemals Mitglied der AfD. Er war Vorsitzender der Jungen Alternative für Deutschland.

## Politik
Beim 10. Bundeskongress der Jungen Alternative, der im April 2021 in Volkmarsen stattfand, wurden Marvin Neumann und Carlo Clemens als neue Co-Vorsitzende gewählt. Kurz nach der Wahl zum Co-Vorsitzenden wurde bekannt, dass die AfD-interne „Arbeitsgruppe Verfassungsschutz“ dem Parteivorstand geraten hatte, Neumann zum Rücktritt aufzufordern und ihm die Mitgliedsrechte zu entziehen. Teile der AfD-Spitze seien „fassungslos“ gewesen. Hintergrund waren diverse Twitter-Posts, die nach Ansicht der Arbeitsgruppe das Potenzial hatten, dem Verfassungsschutz Anlass zu geben, die Junge Alternative „unmittelbar als erwiesen extremistische Bestrebung hochzustufen“. Besonders ein Tweet Neumanns, in dem er behauptete, es gäbe „keine Schwarze(n) Deutsche(n) und Europäer“, löste starke Bedenken aus.

### Parteiaustritt
Anfang Mai 2021, zwei Wochen nach seiner Wahl, verkündete Neumann seinen Austritt aus der Partei. Damit war er automatisch auch nicht mehr Co-Vorsitzender der Jungen Alternative und kam außerdem einem Parteiausschlussverfahren zuvor.
Der verbliebene Vorstand der JA kritisierte in einer Presseerklärung den Parteivorstand, er bedauere, dass ihr bisheriger Vorsitzender „von weiten Teilen des AfD-Bundesvorstands zum Austritt aus der Partei gedrängt“ worden sei. Der Bundesvorstand habe Druck ausgeübt, sich von Neumann zu distanzieren. Diesem Wunsch wolle man nicht nachkommen, es sei „das Vorrecht der Jugend, auch mal zu provozieren, Debatten anzustoßen“.

### Nach dem Austritt
Im Juni 2021 wurde Neumann Sprecher der AfD-Fraktion im Brandenburger Landtag.
2022 wurde das rechtsextreme Bundestagsmitglied Hannes Gnauck zum JA-Vorsitzenden gewählt. Persönlicher Referent von Gnauck im Bundestag wurde Marvin Neumann.
Ende April 2023 wurde die Junge Alternative vom Bundesamt für Verfassungsschutz bundesweit als „gesichert rechtsextrem“ eingestuft. Im Podcast des im gleichen Zuge vom Verfassungsschutz als rechtsextrem eingestuften Vereins Ein Prozent nannte Neumann die Einstufung eine „Kriegserklärung an das deutsche Volk“.
Im November 2023 kündigte der Deutsch-Türke und Islamkritiker Ali Utlu an, der AfD beitreten zu wollen. Dazu kommentierte er, das „A in AfD“ stehe „für Ali“. Neumann reagierte darauf mit einem Post, in dem er schrieb, es gebe „schon Alis, die die AfD wählen. Nur sind das genau jene, gegen die Utlu jeden Tag wettert.“ Auf Kritik an Neumanns Antwort reagierte der Co-Vorsitzende der JA, Nils Hartwig, verteidigend: „[Neumann] gehört in die AfD und ihr abgeschoben.“